# آلن ۱۹۷۲۷
سیارک ۱۹۷۲۷ (به انگلیسی: 19727 Allen، نامگذاری:1999XS2) نوزده هزار و هفتصد و بیست و هفتمین سیارک کشف شده‌است که در ۴ دسامبر ۱۹۹۹ کشف شد.
قدر مطلق سیارک برابر ۳۰٫۹ است.